# Cerace euchrysa
Cerace euchrysa es una especie de polilla de la familia Tortricidae. Se encuentra en Tailandia.